# Agardhiella lamellata
Agardhiella lamellata е вид охлюв от семейство Argnidae. Видът не е застрашен от изчезване.

## Разпространение
Разпространен е в Румъния.